# Hyalinobatrachium fleischmanni
Hyalinobatrachium fleischmanni — вид жаб родини скляних жаб (Centrolenidae).

## Етимологія
Видова назва fleischmanni вшановує Карла Флейшмана, збирача тварин з Коста-Рики у 1890-х роках.

## Поширення
Цей вид трапляється в Мексиці (штати Герреро, Веракрус, Оахака, Чиапас і Табаско), Центральній Америці (Беліз, Гватемала, Сальвадор, Гондурас, Нікарагуа, Коста-Рика та Панама), Колумбії (західна низовина, північ і долина річки Магдалена) і на північному заході Еквадору. Живе у низинних і середньогірних лісах.

## Опис
Самці завдовжки 19–28 мм, самиці — 23–32 мм. Мають зелене напівпрозоре забарвлення з жовтими напівпрозорими лапками. Шкіра має крапки, які відповідають поверхні листя. Під час загрози вони, як правило, завмирають і не рухаються.